# Перикли Георгиев
Перикли Георгиев Николов е български фабрикант и общественик от Македония.

## Биография
Перикли Георгиев е роден в 1871 година в Струга, тогава в Османска империя. След създаването на Княжество България, в 80-те години на XIX век Перикли Георгиев емигрира в София и се жени за охридчанката Виктория. Баща е на икономиста Александър Георгиев. Семейството се установява във Варна, където през 1905 г. Перикли произвежда и търгува с осветителни лампи. Създава първата българска фабрика за печати във Варна. Избран е за член на Варненската търговска камара на 4 ноември 1907 г. На 24 октомври 1910 г. е избран за член на първия управителен Съвет на Варненската Популярна Банка. Част е от настоятелството на енорийския храм „Свети Николай“. Занимава се с търговия с вносни златни произведения, от 1911 г. в съдружие с банкерската къща от Охрид Коцови § Грунчев. Дарява стари ценни монети и други старини на Варненския окръжен музей. През 1914 година в златарския си магазин на улица „Преславска“ № 112 работи в съдружие с брат си Никола През 1921 г. участва в Общограждански общински съвет и влиза в конфликт с Варненската окръжна комунистическа организация.
Перикли Георгиев умира в 1939 година в София.